# Selcë e Poshtme
Selcë e Poshtme (« Basse Selcë ») est un hameau situé dans la région de Mokra, dans le comté de Korçë, en Albanie. Lors de la réforme du gouvernement local de 2015, il a été intégré à la municipalité de Pogradec. Près du village, sur la rive droite de la rivière Shkumbin, à une altitude de 1 040 m se trouvent les cinq tombes royales de Selcë e Poshtme. En 1996, l’Albanie a inclus les tombes royales illyriennes de la Basse-Selcë dans la liste de ses propositions au patrimoine mondial de l’UNESCO.

## Histoire
Selcë e Poshtme pourrait être le site historique de Pellion (ou Pélion), où, en 335 av. J.-C., Alexandre le Grand fit avancer ses forces pour attaquer les Illyriens, les Thraces, les Dardaniens et d'autres « barbares » à la suite du décès de Philippe II de Macédoine, renforçant ainsi la frontière de la Macédoine du nord avant de partir à la conquête de l'Asie. Le site est considéré comme la capitale des Dassaretae ou de la tribu des Grecs anciens des Dassarètes. Par la suite, le site est devenu une forteresse frontalière macédonienne. D'autres localisations possibles de Pellion sont Zvezde, près de Korca ou Gorice. Dans la zone de Pogradec, les Illyriens avaient commencé à imiter les styles des Macédoniens. La région était la frontière entre la Chaonie et l'Illyrie.